# Us Conradi
Us Conradi (* 4. Juli 1928 in Berlin; † 6. Juni 2025) war eine deutsche Schauspielerin und Schriftstellerin.

## Leben
Ihre Schauspielausbildung erhielt sie am Hebbel-Theater in Berlin. 1948 fand sie ein Engagement an der Vaganten Bühne und beim Titania-Palast und war darauf unter anderem auf einer Kabarett-Tournee als Regisseurin und Darstellerin mit Cyrano in Buffalo tätig.
Seit 1962 arbeitete Conradi auch als Schriftstellerin und schrieb Drehbücher beziehungsweise Skripte für Funk und Fernsehen oder Kurzgeschichten für SFB und WDR. 2001 spielte sie ihre letzte Theaterrolle am Tribüne-Theater in Berlin. In TV-Serien und Spielfilmen war sie jedoch regelmäßig in kleineren Rollen zu sehen. 2009 erhielt sie einen Werbevertrag für Euronics.

## Filmografie (Auswahl)
- 1996: Alle zusammen – jeder für sich (Gastauftritt)
- 1999: Sonnenallee
- 2002: Schloss Einstein (Gastauftritt)
- 2004: Liebe ohne Rückfahrschein
- 2005: Verliebt in Berlin (Gastauftritt)
- 2005: Tatort: Borowski in der Unterwelt
- 2006: 2030 – Aufstand der Alten
- 2007: Free Rainer – Dein Fernseher lügt
- 2007: Polizeiruf 110: Dunkler Sommer
- 2007: Tatort: Dornröschens Rache
- 2008: Doctor’s Diary: Männer sind Schweine!
- 2008: Türkisch für Anfänger
- 2009: Schloss Einstein (Gastauftritt)
- 2009: Der Stinkstiefel
- 2009–2015: Löwenzahn als Oma Ilse
- 2010: Ein starkes Team: Dschungelkampf
- 2010: Der Kriminalist – Schuld und Sühne
- 2010: Glückstreffer – Anne und der Boxer
- 2010: Anna und die Liebe (Gastauftritte)
- 2011: Tatort: Mord in der ersten Liga
- 2012: Bis zum Horizont, dann links!
- 2012: Sams im Glück
- 2012: Unter den Linden
- 2013: Der letzte Bulle (Fernsehserie, eine Folge)
- 2014: Zwei mitten im Leben
- 2015: Der Nanny
- 2015: Besuch für Emma
- 2015: Notruf Hafenkante (Fernsehserie, eine Folge)
- 2016: Familie Lotzmann auf den Barrikaden[3]
- 2017: Großstadtrevier (Fernsehserie, eine Folge)
- 2018: Straight Family (Webserie)
- 2019: Cleo
- 2020: SOKO Stuttgart (Fernsehserie, Folge Ein bisschen Zärtlichkeit)
- 2020: Das Unwort

## Theater
- 1972: Das sprechende Leder (Jugendstück, Aufführung in Wien)
- 1980: Syndbad (Jugendstück, Aufführungen in Darmstadt, Berlin und Wien)
- 1992: Knoblauch, Thymian, Rosmarin (Kinderstück, Aufführung Berliner Theater „Kneifzange“) Regie und Spielfassung: Wolfgang Rumpf